# 邝姓
邝姓为中文姓氏之一，据《中国四百大姓》一书中所载邝姓为中国国内姓氏人口排名第256位的大姓姓氏，邝姓人口佔全国总人口的比例为0.024%，邝姓在中国国内总人口为32万，邝姓人口的第一大省为广东省，其中在粤邝姓人口佔全国邝姓人口的比例高達46%，在粤邝姓人口有14.72万。邝的粵語式拼音為Kwong。

## 姓氏起源

### 起源于黄姓
东汉时河阳侯黄宣，有后代黄贤在唐朝神龙年间的时候，因为边关失守，为避祸，令大儿子黄旦改为邝姓，小儿子黄丞改为旷姓。邝姓与况姓是两种同音不同字，不同义的姓氏。

### 起源于方姓
为南宋方谆的后代，1168年皇帝御赐改为邝姓。

### 起源于古旷国
古旷国之后有旷、邝氏。

### 起源于广成子之后
起源于黄帝时期的广成子

## 迁徙分布

### 祖籍
邝姓人祖籍江西省吉安县。

### 分布
当代邝姓主要分布在中国广东省、湖南省、江西省、河南省、海南省、广西壮族自治区、山东省、河北省、四川省、陕西省、福建省、湖北省、浙江省、安徽省、云南省、重庆市、贵州省、香港、澳门、台湾、新加坡、越南、缅甸、泰国、日本、马来西亚、菲律宾、印度尼西亚、美国、加拿大、澳大利亚、英国、留尼汪、秘鲁、古巴、斐济等地。

## 延伸阅读
[在维基数据编辑]
 《欽定古今圖書集成·明倫彙編·氏族典·鄺姓部》，出自陈梦雷《古今圖書集成》